# New Queer Cinema
New Queer Cinema (deutsch „Neues queeres Kino“) bezeichnet eine Strömung von vorwiegend amerikanischen Independentfilmen der frühen 1990er Jahre mit queerer Thematik.

## Begriffsgeschichte

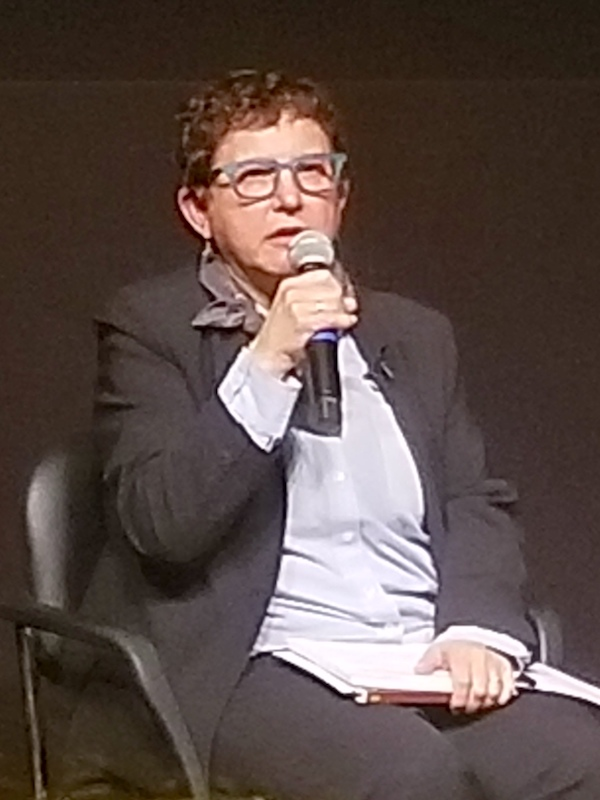
B. Ruby Rich (2017)

Die Filmtheoretikerin B. Ruby Rich prägte den Begriff mit einem Aufsatz, der am 24. März 1992 als Titelgeschichte in der Zeitung The Village Voice erschien. Sie bezog sich dabei auf eine Reihe von amerikanischen Filmen, die am Sundance Film Festival und anderen Filmfestivals weltweit gezeigt wurden: Todd Haynes’ Poison gewann 1991 den Großen Preis der Jury des Sundance-Festivals. Im Folgejahr wurden Tom Kalins Swoon, Gregg Arakis The Living End und Christopher Münchs The Hours and Times am Sundance aufgeführt. Diese vier Filme wurden von Christine Vachon (Swoon und Poison) und Andrea Sperling (The Living End und The Hours and Times) produziert, die gemeinsam mit den Regisseuren als wichtige Wegbereiterinnen der Strömung gelten. Auch Gus Van Sants My Private Idaho (1991), Jennie Livingstons Paris brennt (1990), Derek Jarmans Edward II (1991), die Filme des britischen Regisseurs Isaac Julien und der deutschen Regisseurin Monika Treut sowie die Videoarbeiten von Sadie Benning werden als Beispiele genannt.

## Stil
Ein wichtiges Element des New Queer Cinema war die Selbstidentifikation seiner Filmemacher als schwul, lesbisch und/oder queer. Für die Filmemacher waren LGBT-Aktivismus und eine lesbische, schwule bzw. queere Identität eine Selbstverständlichkeit. Einige waren in der LGBT-Bewegung aktiv, etwa in der Aktionsgruppe Act Up zur Bewusstseinsbildung für AIDS.
Die Filme der Bewegung richten sich vorwiegend an ein queeres Publikum. Homosexualität wird in den Filmen als selbstverständlich wahrgenommen und nicht für eine heterosexuelle Zuseherschaft erklärt. Den Filmemachern geht es nicht um eine ausschließlich positive, politisch korrekte Darstellung von Schwulen und Lesben, sondern Klischees und Vorurteile über Homosexualität werden angeeignet und reklamiert, queere Subkultur und Ablehnung des Mainstreams wird gefeiert. In Anlehnung an postmoderne Theorie lässt sich in den Filmen eine Ablehnung essentialistischer Darstellungen sexueller Identitäten festmachen; „schwule“ und „lesbische“ Identitäten alleine reichen nicht aus, um die Realität und Vielfalt sexueller Orientierungen und Identitäten abzudecken. Rich nennt diese Gemeinsamkeit der Filme „homo pomo“ (in Anlehnung an die Begriffe Homosexualität und Postmoderne).
Die Ästhetik der Filme ist oft experimentell, sowohl aus künstlerischen als auch aus finanziellen Gründen. Einige der Filme haben nur eine begrenzte Anzahl an Schauspielern, spielen vorwiegend in Innenräumen oder sind Schwarzweißfilme. Die Strömung teilt sich in zwei Stilrichtungen: „Pflegen die einen das Unschöne (mit ruppiger Kameraführung, spröder Farbgebung, heruntergekommenen Settings), zelebrieren andere das Überschöne (mit makellosen Bildkompositionen, glamourösem Licht, exquisiter Ausstattung).“
In ihrer Ästhetik ist die Strömung von schwulen europäischen Autorenfilmern der 1970er Jahre geprägt, etwa Pier Paolo Pasolini, Werner Schroeter und Rainer Werner Fassbinder. Andere Vorläufer der Bewegung sind Gus Van Sants Mala Noche (1985) und Bill Sherwoods Abschiedsblicke (1986). Letzterer wurde, wie auch einige der Filme, die zur Entwicklung des Begriffs geführt haben, von Vachon produziert. Von Mala Noche und Abschiedsblicke unterscheiden sich die Filme des New Queer Cinema durch eine deutlichere Darstellung queerer Identität und Lebensstile.
Eigentlich aber hat schon Rosa von Praunheim, der weltweit produktivste Macher queerer Filme, noch vor Fassbinder international anerkannte schwule Filme gedreht und somit Grundlagen geschaffen. Sein filmischer Output ist enorm, durch sein künstlerisches Schaffen über viele Jahrzehnte hinweg wurde Rosa von Praunheim zu dem Namen, der symbolisch für den deutschen queeren Film steht.

## Wirkung
Der Erfolg der Filme, die den Begriff prägten, bei Kritikern und Publikum, ebnete den Weg für andere schwule und lesbische Independentfilme. Hierzu zählen Rose Troches Go Fish (1994), Mary Harrons I Shot Andy Warhol (1996), Kimberly Peirce’ Boys Don’t Cry (1999), Steve McLeans Postcards from America (1994) und Nigel Finchs Stonewall (1995), die allesamt von Christine Vachon und teilweise von Tom Kalin produziert wurden.
Das New Queer Cinema selbst gilt als relativ kurzlebige Strömung und mehr als Momentum denn als Bewegung. Wichtige Vertreter des New Queer Cinema wie Tom Kalin und Jennie Livingston schufen keine Folgefilme mit vergleichbarer Wirkung. Gleichzeitig gelangten schwule und lesbische Themen stärker in die amerikanische Mainstream-Filmindustrie. B. Ruby Rich erklärte die Strömung 2004 in einem Interview endgültig für beendet. Sie kritisierte, durch den Eintritt queerer Themen in den Mainstream würden nun neoliberale Ideologien propagiert und heterosexuelle Zuseher mit leicht identifizierbaren Charakteren befriedigt, anstatt das radikale Potential queeren Films auszuschöpfen.